# ラトビアの農業
2018年におけるラトビアの農産物の生産量は以下の通りであった。
| 農産物     | 生産量（トン） | 農産物       | 生産量（トン） |
| ---------- | -------------- | ------------ | -------------- |
| 小麦       | 1,400,000      | エン麦       | 188,000        |
| じゃがいも | 426,000        | ライ麦       | 81,000         |
| 大麦       | 306,000        | 豆類         | 80,000         |
| 菜種       | 229,000        | その他農産物 | 少量           |

## 歴史
ソヴィエト当局は農業を社会主義化し、広大なコルホーズとソフホーズにおいて、わずかばかりの私有地と家畜の所有を許可していた。ラトビアが独立を回復する1991年までに、平均サイズが約6,000ヘクタールほどの400以上のコルホーズと、平均サイズが約7,300ヘクタールの200以上のソフホーズのネットワークが構築されていた。小規模で、最大でも0.5ヘクタール程度だった家庭菜園は農業において、非効率的で悪名高いコルホーズとソフホーズの生産量を補完する上で重要な役割を果たした。1991年には、羊と山羊の約87％、乳牛の約33％、肉牛の約25％以上が私有地で飼われていた。
ソヴィエトの支配下で、ラトビアはソ連内における肉と乳製品の主要な産地となった。1940年から1990年にかけて家畜の生産物は倍近く増えたが、土壌排水と肥沃化計画への投資にも関わらず、作物栽培は14％だけしか増えなかった。1990年、ラトビアはラトビアが生産した肉の10％と乳製品の20％を他のソヴィエト共和国に輸出し、その見返りとして農業設備、燃料、飼料穀物、肥料を入手した。しかし、ソヴィエトの崩壊後、飼料の不足と農業設備のコストの向上により、ラトビアの農業は大打撃を受けた。1990年から1991年にかけて、ラトビア内のコルホーズとソフホーズ内の動物数は、最大23％減少した。その結果として、これらの農場からの肉、乳製品、卵の生産量は6～7％減少した。
1990年のラトビアの農地は2,567,000ヘクタールであり、1935年より32％減少していた。その多くは放棄されていた1,000,000ヘクタール以上の農地は、ソヴィエトの支配下で森林へと転換された。約1,700,000ヘクタールの耕作可能な土地のうち、約半分は飼料作物の栽培に使用され、40％以上が穀物、5％がじゃがいも、約2％が亜麻とテンサイの生産に割り当てられていた。

## 参照
1. ↑  “FAOSTAT”. www.fao.org. 2025年2月18日閲覧。
2. 1 2 3 4 5 6 7 8 9 10 11 12 13  Iwaskiw, Walter R., ed. (1996). Estonia, Latvia & Lithuania: country studies (1st ed.). Washington, D.C.: Federal Research Division, Library of Congress. pp. 133–135. ISBN 0-8444-0851-4. OCLC 34245562.  この記述には、アメリカ合衆国内でパブリックドメインとなっている記述を含む。